# I. Izabella örmény királynő
I. Izabella (Zabel) (1212/13 – Ked, Kis-Örményország (ma Törökország), 1252. január 23.), örményül: Զապել (Zabel), amely az Erzsébet örmény megfelelője, Örményország királynője Kilikiában (Kis-Örményország). András magyar királyi herceg jegyese. Nevét anyai nagyanyja, I. Izabella jeruzsálemi királynő után kapta. A Rupen-ház utolsó uralkodója.

## Élete

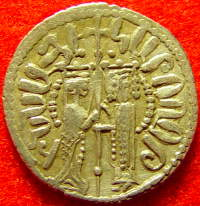
I. Izabella második férjével I. Hetummal egy pénzérmén

I. Leó örmény király és Lusignan Szibilla ciprusi és jeruzsálemi királyi hercegnő lánya. Apja második házasságából származott. Nővére, Stefánia és unokatestvére, Rupen Rajmund ifjabb örmény király mint fiú örökös megelőzték a trónöröklésben.
II. András 1218-as örményországi látogatása változtatott ezen a helyzeten. A magyar király a szentföldi hadjáratáról hazatérőben útban megállt az örmény fővárosban, Sziszben, ahol az örmény király, I. Leó nagy örömmel fogadta, rokonként üdvözölte, és megegyeztek gyermekeik házasságában. Az örmény király a legkisebb lányát, Zabelt II. András legkisebb fiával, András herceggel jegyezte el, és megtette őket az örmény korona örököseinek. Joscelint Korikosz urát küldte a magyar udvarba követként a házasság megkötésére és a magyar herceg Örményországba küldésére, hogy ott nevelkedjen. A házasságból azonban nem lett semmi, hiszen a következő évben, 1219. május 2-án meghalt az örmény király.
(A következő szöveg korabeli, XIX. század végi helyesírással és nyelvi stílussal íródott, így némileg eltér a mai változattól): „Leo örmény király Antiochiából követséget küldött hozzá, felajánlván leánya, Izabella kezét harmadik fiának, Andrásnak. [...] II. András ezt az ajánlatot elfogadta azzal a feltétellel, hogy András herczeg legyen Leo utóda az örmény trónon. Ez ügyben úgy András, mint Leo 1219-ben a pápához, III. Honoriushoz, fordultak; ez az eljegyzést megerősítette és kikötötte, hogy a herczeg jegyesének keze révén, (még a menyasszony halála esetén is – látszik, hogy a magyar király minden áron csak az örmény trónutódlást czélozta) az örmény trónt örökölje. I. Laskaris Tódor nikeai császár is ígéretet tett Andrásnak arra nézve, hogy rajta lesz, miként a herczeg az örmény trónt elnyerje. Mindazonáltal az Árpád-háznak ez irányu várandóságából épp úgy nem lett semmi, mint Béla-Elek herczeg byzancziéból. Leo ugyanis már 1220-ban meghalt. Brienne János, jeruzsálemi király – Leónak idősebbik leányát kb. 1216 óta birta nőül – alig hogy hirét vette ipja halálának, Örményországba jött, hogy mint neje örökségét annektálja. Mivelhogy azonban az ország nagyjai követelték, hogy János Ptolemaisban tartózkodó nejét Örményországba hozza, elutazni volt kénytelen. Elutaztakor IV. Bohemund antiochiai herczeg (a Poitou-házból) fia megkérte Izabella kezét s azt 1221-ben a királysággal együtt megkapta; [...] Habár Fülöp már 1222-ben meghalt, II. András fiának jogait nem vitathatta, mert Halicsnak második fia, Kálmán számára való megszerzése nagyon igénybe vette.” Izabella másodszorra örmény unokatestvéréhez, Hetum (1215–1270) barbaroni úrhoz ment feleségül.

## Gyermekei
- Jegyese Árpád-házi András (1210/12–1234) magyar királyi herceg, Halics hercege
- 1. férjétől, Poitiers-i Fülöp (1203–1225) antiochiai hercegtől, iure uxoris örmény királytól, IV. Bohemond antiochiai uralkodó herceg harmadszülött fiától, nem születtek gyermekei
- 2. férjétől, I. (Barbaroni) Hetum (1215–1270) iure uxoris örmény királytól, 8 gyermek:
  - Eufémia (Fimi) (–1309) hercegnő, férje Julien Beaufort (–1275), Szidón ura, 3 gyermek, többek között:
    - Szidoni Margit, férje II. Guido bübloszi úr (–1282), 4 gyermek, többek között:
      - Embriaco Mária (1274 előtt–1331), férje Ibelin Fülöp ciprusi udvarmester (1250/55–1318), 5 gyermek, többek között:
        - Ibelin Helvis (1307–1347), férje II. Henrik braunschweig-grubenhageni herceg (1289–1351), 7 gyermek, többek között:
          - Braunschweigi Fülöp (1332–1369), 1. felesége Dampierre-i Helvis (–1359 előtt), 2 gyermek, 2. felesége Ibelin Aliz ciprusi királyné (1304/06–1386), nem születtek újabb gyermekei, 2 gyermek az 1. házasságából, többek között:
            - (1. házasságából): Braunschweigi Helvis (1353/1354–1421/1422), férje I. (Lusignan) Jakab (1334–1398) ciprusi király: (1382–1398) és címzetes örmény király: (1393–1398), 14 gyermek, többek között:
              - I. Janus (1374/75–1432) ciprusi király és címzetes örmény király: (1398–1432)

  - Mária (–1310 után) hercegnő, férje Ibelin Guido (1235/40–1270 után/1289 előtt), Ibelin Baldvinnak, Ciprus udvarmesterének a fia, 2 gyermek
  - Rita, férje Konstantin (–1274), Szaravantikar ura, 1 fiú
  - Vacaghk (Rupen) (megh. fiatalon) herceg
  - Leó (1236–1289) herceg, 1269-től II. Leó néven örmény király, felesége Küra Anna (–1285), IV. Hetum lamproni úr lánya, 14 gyermek a házasságából és 2 természetes leány, többek között:
    - Izabella (1276/77–1323) hercegnő, férje Lusignan Amalrik (1370/72–1310) ciprusi királyi herceg, Ciprus régense, Türosz ura, 6 gyermek, többek között:
      - Lusignan Mária (Ágnes/Amiota) (1293/94–1309), férje III. Leó (1289–1307) örmény király, gyermekei nem születtek
      - II. (Lusignan) Konstantin (1297/1300–1344) örmény király: (1342–1344), 1. felesége, Kantakuzéna N. (–1330/32) bizánci úrnő, nem születtek gyermekei, 2. felesége, Szürgiannaina Teodóra (1300 körül–1347/49) bizánci úrnő, 2 gyermek
      - Lusignan János (1306/07–1343), Örményország régense: (1341–1342), felesége N. N., 1 fiú+2 természetes fiú, többek között:
        - (Házasságon kívüli kapcsolatából): V. (Lusignan) Leó (1342–1393) örmény király: (1374–1375), felesége Soissons Margit (1345/50–1379/1381) ciprusi úrnő, 1 leány+3 természetes fiú

  - Szibilla (1240 körül–1290) hercegnő, férje VI. Bohemond (1237–1275) antiochiai uralkodó herceg, 4 gyermek, többek között:
    - I. Lúcia (1265 körül–1299) címzetes antiochiai uralkodó hercegnő, Tripolisz grófnője, férje II. Narjot de Toucy (1250 körül–1293), Laterza ura, Durazzó főkapitánya, a Szicíliai (Nápolyi) Királyság tengernagya, 1 fiú:
      - Toucy Fülöp (1285 körül–1300)

  - Torosz (Theodórosz) (1244–1266) herceg, nem nősült meg
  - Izabella (–1268/69) hercegnő

### Korabeli forrás
- Neumann, , Karl Friedrich (ford.). Vahram's Chronicle of the Armenian Kingdom in Cilicia, during the time of the Crusades (angol nyelven). London: Oriental Translation Fund (1831). Hozzáférés ideje: 2015. június 11.

### Szakirodalom
- Kurkjian, Vahan M.. A History of Armenia (angol nyelven). New York: Armenian General Benevolent Union (1958). Hozzáférés ideje: 2015. június 11.
- Rudt de Collenberg, Wipertus Hugo: Les Lusignan de Chypre = EΠETHΡΙΣ 10, Nicosia, 1980.
- Rüdt-Collenberg, Wipertus Hugo: The Rupenides, Hethumides and Lusignans: The Structure of the Armeno-Cilician Dynasties, Párizs, Klincksieck, 1963.
- Wertner Mór. András herczeg,  in: Wertner Mór: Az Árpádok családi története (magyar nyelven), Nagy-Becskerek: Pleitz Ferencz Pál Könyvnyomdája, 452–456. o. (1892). Hozzáférés ideje: 2015. június 11.

### Szépirodalom
- Passuth László: Hétszer vágott mező, Szépirodalmi Könyvkiadó, Budapest, 1970.